# توماس هيريرا
توماس هيريرا (بالإسبانية: Tomás José Ramón del Carmen de Herrera y Pérez Dávila) (و. 1804 – 1854 م)هو سياسي من كولومبيا، بنما .
وهو عضو في الحزب الليبرالي الكولومبي .